# Onze-Lieve-Vrouw van Altijddurende Bijstandkerk (Eindhoven)
De Onze-Lieve-Vrouw van Altijddurende Bijstandkerk was een rooms-katholieke kerk aan de Onze Lieve Vrouwestraat (tussen Eckartseweg Zuid en Oude Torenstraat) in de wijk Woensel in Eindhoven.
De kerk werd in de periode 1930-1931 gebouwd en ingewijd aan de Onze-Lieve-Vrouw van Altijddurende Bijstand. In 1972 werd ze van haar eredienst onttrokken en even daarna herontwikkeld tot een kinderspeelpaleis. Medio jaren negentig werd de locatie opgekocht door Fontys Hogescholen (Hogeschool Eindhoven), waarna het voormalige kerkgebouw en de bijbehorende pastorie gesloopt werden.